# ニクムビラー
ニクムビラー（梵: निकुम्भिला, Nikumbhilā）は、インドの叙事詩『ラーマーヤナ』に登場する羅刹女（ラークシャシー）。ランカー島の守護女神とされる。
かつてニクムビラーはブラフマー神から「汝が猿の手に敗北するとき、ランカー島に災厄が訪れる」と予言されていた。後にハヌマーンが海を越えてランカー島に忍び込んだときニクムビラーはランカーの城門の前にいて、やって来てハヌマーンに何者であるかを問いただした。しかしハヌマーンが正体を明かそうとせず、執拗にランカーの都を見たがった。このためニクムビラーは怒ってハヌマーンを打ったが、逆に殴り返されて倒された。ニクムビラーはブラフマー神の予言の成就する時が来たことを悟り、ハヌマーンに城門を越えることを許したという。